# Kanovaren op de Paralympische Zomerspelen 2016
Op de XVe Paralympische Zomerspelen die in 2016 werden gehouden in Rio de Janeiro, Brazilië was kanovaren een van de 22 sporten die werden beoefend.  Het was de eerste keer dat kanvaren op het programma stond van de Paralympische Spelen. 

## Medaillespiegel
| Plaats | Land             | NPC | Goud | Zilver | Brons | Totaal |
| 1      | Groot-Brittannië | GBR | 3    | 0      | 2     | 5      |
| 2      | Australië        | AUS | 1    | 1      | 1     | 3      |
| 3      | Oekraïne         | UKR | 1    | 1      | 0     | 2      |
| 4      | Polen            | POL | 1    | 0      | 1     | 2      |
| 5      | Duitsland        | GER | 0    | 2      | 0     | 2      |
| 6      | Oostenrijk       | AUT | 0    | 1      | 0     | 1      |
| 6      | Hongarije        | HUN | 0    | 1      | 0     | 1      |
| 8      | Brazilië         | BRA | 0    | 0      | 1     | 1      |
| 8      | Frankrijk        | FRA | 0    | 0      | 1     | 1      |

## Uitslagen
| Mannen | Mannen | Mannen | Mannen            | Mannen | Mannen         | Mannen | Mannen                   |
| Klasse | Tijd   | Goud   | Goud              | Zilver | Zilver         | Brons  | Brons                    |
| ------ | ------ | ------ | ----------------- | ------ | -------------- | ------ | ------------------------ |
| KL 1   | 51.084 | POL    | Jakub Tokarz      | HUN    | Róbert Suba    | GBR    | Ian Marsden              |
| KL 2   | 42.190 | AUS    | Curtis McGrath    | AUT    | Markus Swoboda | GBR    | Nick Beighton            |
| KL 3   | 39.810 | UKR    | Serhii Yemelianov | GER    | Tom Kierey     | BRA    | Caio Ribeiro de Carvalho |

| Vrouwen | Vrouwen | Vrouwen | Vrouwen              | Vrouwen | Vrouwen            | Vrouwen | Vrouwen      |
| Klasse  | Tijd    | Goud    | Goud                 | Zilver  | Zilver             | Brons   | Brons        |
| ------- | ------- | ------- | -------------------- | ------- | ------------------ | ------- | ------------ |
| KL 1    | 58.760  | GBR     | Jeanette Chippington | GER     | Edina Muller       | POL     | Kamila Kubas |
| KL 2    | 53.288  | GBR     | Emma Wiggs           | UKR     | Nataliia Lagutenko | AUS     | Susan Seipel |
| KL 3    | 51.348  | GBR     | Anne Dickins         | AUS     | Amanda Reynolds    | FRA     | Cindy Moreau |

Atletiek · Bankdrukken · Basketbal · Blindenvoetbal · Boogschieten · Boccia · CP-voetbal · Goalball · Judo · Kanovaren · Paardensport · Roeien · Rugby · Schermen · Schietsport · Tafeltennis · Tennis · Triatlon · Volleybal · Wielersport · Zeilen · Zwemmen
Rio de Janeiro 2016 ·
Tokio 2020 ·
Parijs 2024 ·
Los Angeles 2028